# Conférence de Copenhague de 2009 sur les changements climatiques
Pour les articles homonymes, voir COP 15.
La conférence de Copenhague a été la 15e conférence des parties (COP 15) de la Convention-cadre des Nations unies sur les changements climatiques (CCNUCC). Elle s'est tenue à Copenhague (Danemark), du 7 au 18 décembre 2009. Conformément à la feuille de route adoptée en 2007 lors de la COP 13, elle devait être l'occasion, pour les 192 pays ayant ratifié la Convention, de renégocier un accord international sur le climat remplaçant le protocole de Kyoto, initié lors de la COP 3 en 1997 et dont la première étape prend fin en 2012. Cette COP 15 était également le MOP 5 (Meeting of Parties), soit la 5e réunion annuelle depuis l'entrée en vigueur du protocole de Kyoto en 2005.
Quinzième édition du sommet annuel des représentants des pays ayant ratifié la CCNUCC, la COP 15 a abouti au « premier accord réellement mondial » (selon le secrétaire général de l'ONU) visant à ne pas dépasser une augmentation moyenne de 2 °C en 2100 par rapport à l'ère pré-industriellesoit 1850 (et non pas à 1,5 °C comme le souhaitaient vivement les représentants des pays insulaires (AOSIS), le G77, la Chine et l'Alliance bolivarienne pour les Amériques.[réf. nécessaire]), sans toutefois s'accorder sur l'objectif de réduire de moitié les émissions de gaz à effet de serre en 2050 par rapport à celles de 1990.
Cet accord n'est pas juridiquement contraignant ; il ne prolonge pas le protocole de Kyoto, censé prendre fin en 2013. Il n'est en outre pas assorti de dates-butoirs ni d'objectifs quantitatifs alors que pour stabiliser la hausse de températures à 2 degrés par rapport à l'ère pré-industrielle, les pays industrialisés doivent réduire de 40 % les émissions de gaz à effet de serre avant 2020. Fin décembre 2009, le cumul des objectifs négociés ne dépasse pas les 20 %. Chaque pays s'est engagé à formuler avant fin janvier 2010 ses objectifs de baisse d'émission de gaz à effet de serre pour l'horizon 2015-2020. Certains pays en développement ont néanmoins accepté de mettre en œuvre des mesures d’atténuation et de lutte contre la déforestation, au niveau national, et de publier un bilan bisannuel de ces efforts tandis que les pays riches ont accepté de consacrer annuellement (de 2020 à 2100) 100 milliards de dollars américains aux pays en développement.[réf. nécessaire]

## Pré-négociations

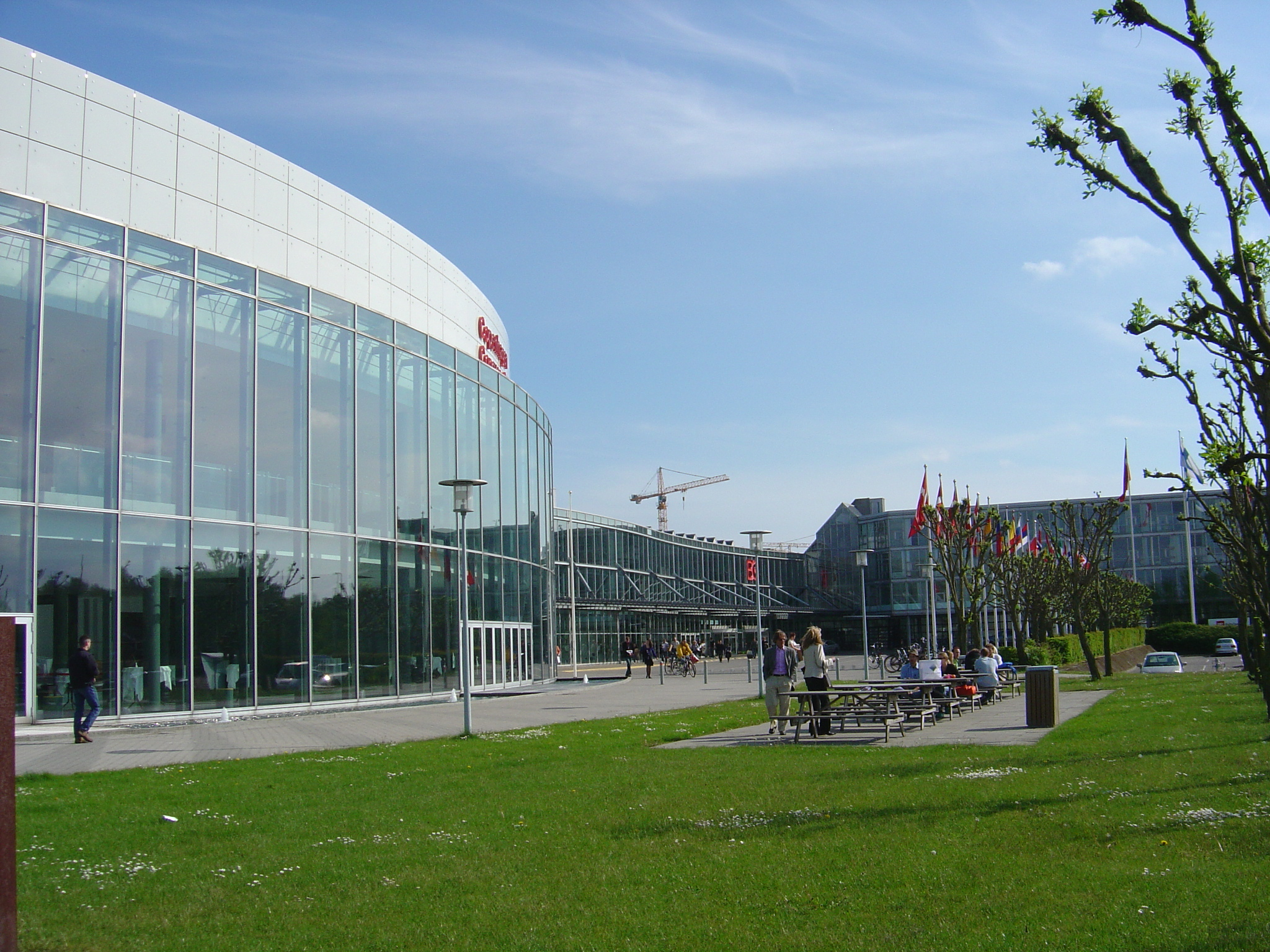
Bella Center, le centre de réunion où se sont tenus les pourparlers à Copenhague

Des scientifiques du monde entier se sont rencontrés dès mars 2009, dans cette même capitale, pour mettre en commun les connaissances les plus récentes sur le changement climatique.
Un projet de texte, devant être finalisé durant les négociations de Copenhague a été discuté durant une série de réunions antérieures à Copenhague et publié.
Certains experts présentaient Copenhague comme le « sommet de la dernière chance pour le climat ».

### Bonn
Du 1er au 12 juin 2009, les délégués de 183 pays se sont rencontrés à Bonn avec pour objectif de discuter les textes clé de la négociation qui serviraient de base aux accords sur le changement climatique à Copenhague. À la fin de la réunion, les groupes de travail ad hoc du Protocole de Kyoto (Ad Hoc Working Group under the Kyoto Protocol, AWG-KP) chargé des négociations était loin des objectifs de réduction d'émission fixés par les scientifiques pour éviter les problèmes les plus importants liés au changement climatique. Ceux-ci s'échelonnaient de 25 % à 40 % de réduction sous le niveau de 1990 pour l'année 2020. Le groupe de travail n'avait, à la fin de ces pourparlers, pas encore défini d'objectif global de réduction des émissions pour les pays industrialisés, ni d'objectifs individuels pour chaque pays. Les préoccupations de chaque partie ont cependant été prises en compte dans le projet d'accord.

### Bangkok
La première de la 7e session du groupe de travail ad hoc sur la coopération à long terme (Ad Hoc Working Group on Long-term Cooperative Action, AWG-LCA) s'est tenue à Bangkok, en Thaïlande, à partir du lundi 28 septembre au Centre de Conférence des Nations unies du CESAP.

### Barcelone
La suite de la session s'est tenue à Barcelone, en Espagne, du 2 au 6 novembre 2009. Le groupe de travail s'est ensuite rencontré pour la 8e session à Copenhague, concomitamment avec la 15e conférence des parties qui a eu lieu à partir du 7 décembre.

## Propositions
Avant et durant la conférence, certains pays ont avancé des chiffres, concernant la réduction d'émissions de gaz à effet de serre, qu'ils étaient prêts à mettre en place si un accord contraignant se dégageait du sommet.
La présidence danoise a émis un brouillon avant le début des négociations, qui proposait deux options d'objectif (limitation à 1,5 °C ou 2 °C en 2100), sans trancher[réf. nécessaire]. Le Danemark avait le 24 novembre 2009 envoyé à une quarantaine de pays une liste de 11 questions, dont l'une était : « Seriez-vous d'accord avec une vision partagée qui inclurait un objectif de 2 °C et un objectif de réduction à long terme ? »
Aucun accord chiffré (sur les objectifs ou le financement) n'ayant finalement pu être produit à l'issue de la conférence, des objectifs quantifiés devront être débattus en 2010. Ils font l'objet d'une annexe à la fin du document produit le 18 décembre,.

### Propositions de financements
La commission européenne estimait en septembre 2009 qu'il faudrait pour les pays en développement 100 milliards €/an d’ici 2020 pour la lutte contre le réchauffement et pour l'adaptation, dont 22 à 50 milliards d'argent public, dont 2 à 15 milliards de la part de l'Europe. En outre, le « fast start » devrait s’élever à 5 à 7 milliards €/an de 2010 à 2012. La communication ne précisait pas si ces financements devaient s'ajouter aux montants de l’Aide Pour le Développement existants.[réf. nécessaire]
Mi-décembre, l'Union européenne proposait d'apporter 7,2 milliards d'euros sur trois ans (2010-2012) (incluant 1,65 milliard d’euros de la Grande-Bretagne et 1, 26 milliard d’euros de la France) pour aider les pays émergents à limiter leurs émissions. Comparé à l'aide aux pays en développement actuelle (120 milliards d’euros par an dans le monde), ces chiffres sont très modestes(moins d'un euro par habitant)[réf. nécessaire].
Le 14 décembre, Steven Chu (Prix Nobel de physique, Secrétaire d’État à l’Énergie de Barack Obama), a proposé, avec la ministre de l’Environnement italienne Stefania Prestigiacomo et le ministre indien de l’Environnement Jairam Ramesh une initiative de soutien technologique aux pays en développement, dite Climate REDI (Renewable and Efficiency Deployment Initiative), incluant une plateforme internet collaborative de partage d’informations sur les énergies propres, avec une assurance qualité pour éviter des « sous-standards », des standards et labels d'efficacité énergétique et de performance, et des aides au développement de produits bas-carbone.[réf. nécessaire] Les fonds viendraient du Forum des Économies Majeures Le FEM, groupe 17 pays parmi les plus riches, dont les États-Unis qui promettent 85 millions de dollars/an durant 5 ans; l'Italie en apportant 30, et l’Australie 5. Suède, Norvège et le Royaume-Uni s'associent au programme. Pour Steven Chu, le REDI n'est qu'un premier pas dans l'aide nécessaire aux Pays en développement.

### Propositions d'action
| Zones            | 1990→2020     | Référence                                                      |
| ---------------- | ------------- | -------------------------------------------------------------- |
| Norvège          | - 40 %        |                                                                |
| Afrique du Sud   | - 18 %        |                                                                |
| Australie        | − 4 à − 24 %  | CO2-e w/- LULUCF (Land use, land-use change and forestry (en)) |
| Brésil           | + 5 à − 1,8 % |                                                                |
| Canada           | − 3 %         |                                                                |
| Japon            | − 25 %        |                                                                |
| Union européenne | − 20 à − 30 % |                                                                |
| Russie           | − 20 à − 25 % |                                                                |
| Nouvelle-Zélande | − 10 à − 20 % |                                                                |
| États-Unis       | − 1,3 %       |                                                                |

- Norvège

La Norvège s'est engagée à Copenhague à réduire ses gaz à effet de serre de 40 % par rapport à 1990 pour 2020, comptant ainsi montrer l'exemple à suivre. « Nous comptons devenir le premier État neutre en carbone aux environs de 2030 », affirme Hanne Bjurstrøm, chef de la délégation norvégienne aux Nations unies.
- Afrique du Sud

Le pays prévoit une diminution de 34 % par rapport au niveau actuel pour 2020 Ceci équivaut à une réduction de 18 % par rapport aux niveaux de 1990. Elle prévoit également une diminution de 42 % par rapport au niveau actuel pour 2025.
- Australie

- Brésil

Le pays prévoit une diminution des émissions de 38 à 42 % pour 2020, sous les niveaux prévus pour cette même année par les modèles. Ceci équivaut à une différence maximum de 5 % en gain ou 1,8 % en perte par rapport aux niveaux de 1990.
- Canada

Réduire de 20 % les émissions de carbone de 2006 pour l'année 2020. Ce qui est l'équivalent de 3 % sous les niveaux de 1990 pour 2020.
Les trois provinces les plus peuplées désapprouvent l'objectif du gouvernement fédéral et ont annoncé des objectifs encore plus ambitieux dans leurs juridictions. Le Québec, l'Ontario et la Colombie-Britannique ont annoncé respectivement 20 %, 15 % et 14 % comme objectifs.
- Chine

L'objectif affiché par Pékin est une diminution de 40-45 % (par rapport à 2005) de la production de CO2 par unité de PIB d'ici 2020.
- États-Unis

Les objectifs visés par l'administration américaine sont une diminution de l'émission des gaz à effet de serre de 17 % d'ici à 2020, 30 % d'ici à 2025 et 42 % d'ici à 2030 par rapport à 2005. À terme, le but est de réduire les émissions de 83 % d'ici à 2050. Mais Todd Stern (envoyé spécial américain pour le climat) conditionne les efforts américains à une participation active des principaux pays en développement. B. Obama est contraint par son Congrès et certains lobbies, et élus de droite très agressifs, voire franchement climatosceptiques (c'est-à-dire ne croyant pas au réchauffement climatique),.
- Inde

L'Inde s'engage pour 2020 à diminuer de 20 % l'intensité carbone de son économie (quantité d'émissions par unité de PIB), ce qui en réalité ne l'éloigne pas d'un scénario tendanciel « business as usual » (estimation de l'évolution des émissions si aucune politique spécifique n'est menée).
- Japon

- Nouvelle-Zélande

- Russie

- Singapour

- Union européenne

L'objectif de l'Union européenne est une diminution de l'émission d'au moins 20 % d'ici 2020 par rapport aux valeurs de 1990.

## Sommet officiel

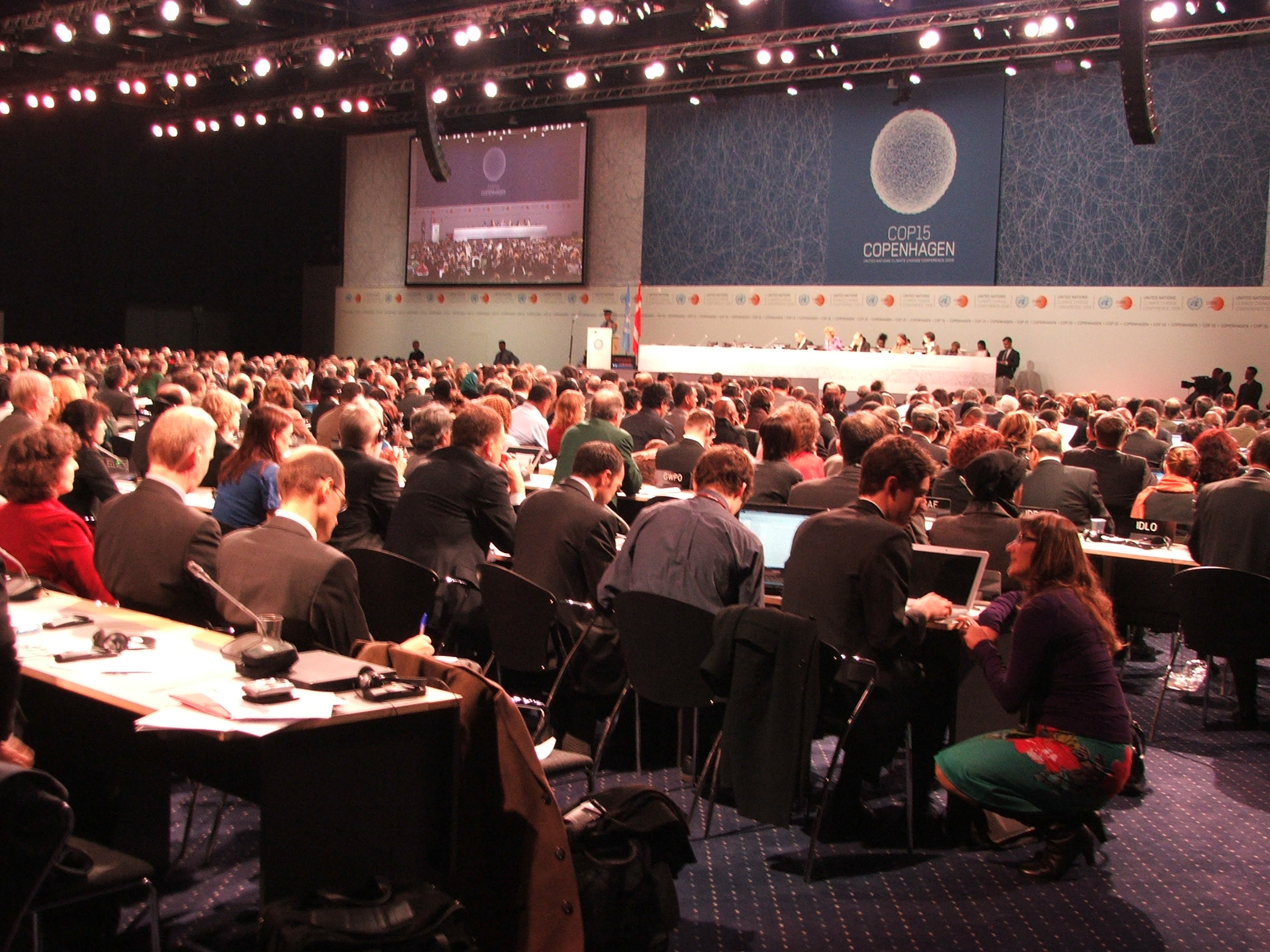
Session d'ouverture du COP15 au 7 décembre

### Organisation générale

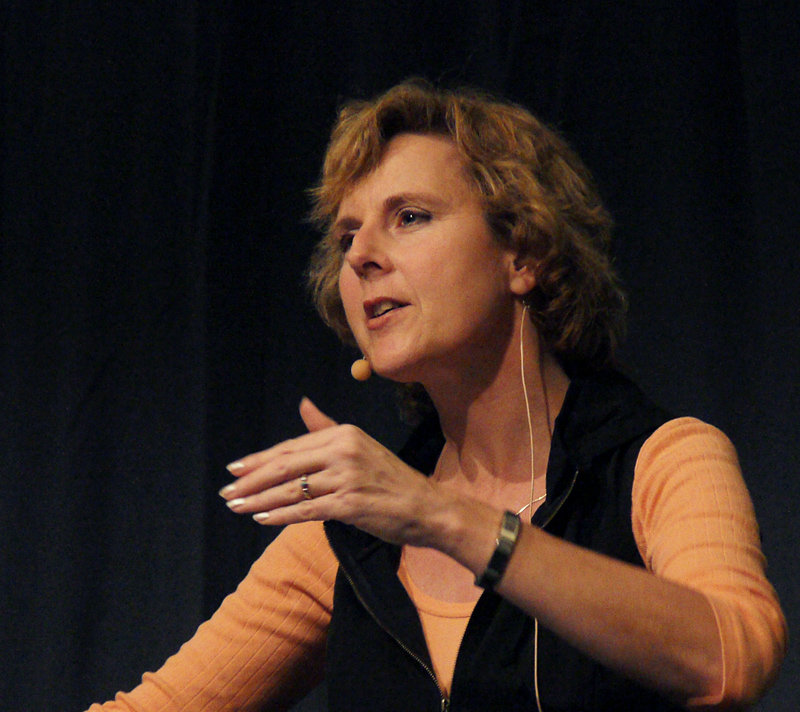
Connie Hedegaard, ancienne présidente de la Conférence des Nations unies de 2009 sur le climat à Copenhague (laissant la fonction au premier ministre danois Lars Løkke Rasmussen, le 16 décembre)

Connie Hedegaard, ministre danoise de l’Environnement, fut la présidente de la conférence jusqu'au 16 décembre 2009. Elle abandonna la fonction dans les derniers jours de la conférence, au moment des négociations impliquant les chefs d'État et de gouvernement, au premier ministre danois Lars Løkke Rasmussen.
La chaine de télévision d'information Euronews a décrit l'organisation des derniers jours du sommet comme « chaotique ». Connie Hedegarde, a reconnu que « c’est un peu chaotique », mais rajoute également que ce n'est pas pire « que d’habitude dans les trois derniers jours de ce genre de négociations ».
La moitié des effectifs de la police du Danemark était réunie pour encadrer samedi 12 les 50 000 personnes (représentant environ 500 ONG) attendues au défilé devant partir du centre-ville pour le Bella Center.

### Représentants
Les États-Unis ont été représentés par le président Barack Obama, pour le dernier jour des négociations, le 18 décembre.
La Chine a été représentée par le premier ministre Wen Jiabao.
La Belgique quant à elle a été représentée par le premier ministre Yves Leterme lors de la dernière journée. Paul Magnette, ministre fédéral du climat, l'a remplacé pour le discours de la Belgique lors de la séance plénière du 17 décembre.

### Avancées des négociations
Vers la fin du sommet, le 16 décembre, plusieurs sources spéculaient que le sommet était en danger, à la suite des nombreux retards pris dans les discussions. À la veille de l'arrivée des premiers dirigeants, s'attendant à n'avoir à négocier que les derniers détails, de nombreux points du débat restaient ouverts. Les négociateurs ont parlé d'atteindre, au mieux, un accord politique faible qui ne donnerait aucune voie précise dans la lutte contre le réchauffement.
À l'aube du dernier jour, les délégués des différents pays ont décrit la situation comme « confuse » et « désespérée ». Un projet d'accord politique élaboré par un petit groupe de pays, dont le Royaume-Uni, les États-Unis et l'Australie, a été rejeté lors des discussions de la nuit.

### Soirée du 18 décembre

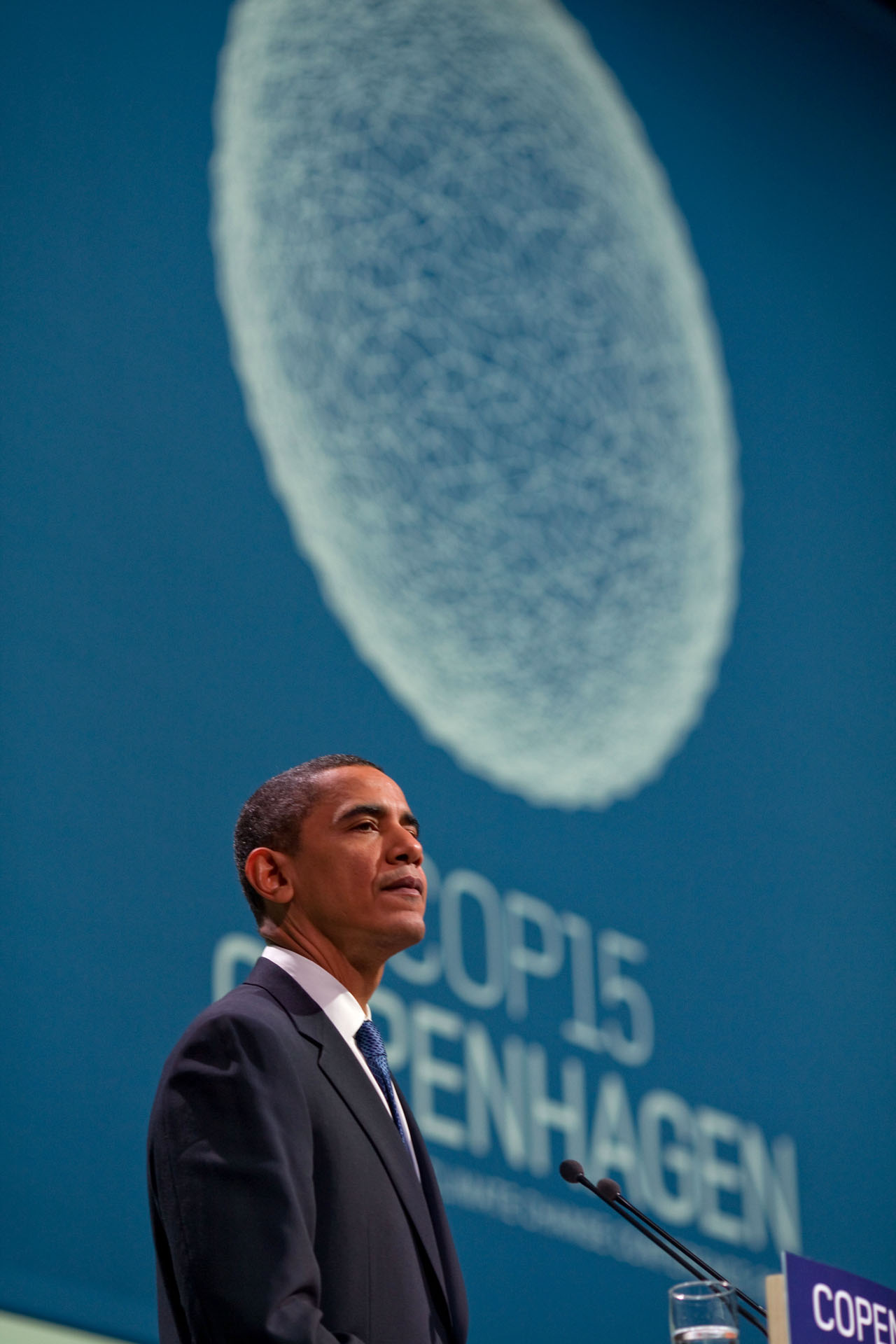
Barack Obama à la session plénière du COP15 le 18 décembre 2009 au matin.

Le sommet, qui devait se terminer le 18 décembre à 18h s'est prolongé tard dans la soirée. Plusieurs représentants l'ont cependant quitté au fur et à mesure des négociations. À 19h15, le président russe, Dmitri Medvedev, a quitté Copenhague. À 21 h, c'est au tour du président brésilien Luiz Inacio Lula da Silva de partir.
À plusieurs reprises la Chine a été montrée du doigt comme bloquant les négociations, notamment par Yves Leterme, premier ministre belge, et Yukio Hatoyama, premier ministre japonais. À deux reprises dans la journée du 18, Barack Obama et Wen Jiabao ont discuté en aparté sur les garanties de vérification des engagements, le financement de la lutte contre le réchauffement et le niveau des émissions.
Vers 20 h 30, une réunion restreinte de dirigeants européens — comprenant le président français Nicolas Sarkozy, le premier ministre britannique Gordon Brown, la chancelière allemande Angela Merkel, le président de la Commission européenne, José Manuel Durão Barroso, et le chef du gouvernement suédois, Fredrik Reinfeldt — et du président américain Barack Obama s'est mise en place pour tenter de trouver une issue aux discussions sur le climat M. Obama a notamment rendu compte de ses entretiens avec le premier ministre chinois.
L’unanimité étant requise pour l’adoption d’un texte, les pays présents lors de l'écriture de l'accord final (soit une trentaine de pays industrialisés et de puissances émergentes) ont élaboré un document se limitant à des intentions peu ambitieuses et imprécises, ne voulant pas risquer de vote négatif.
La Chine avait menacé de quitter la réunion, refusant qu'une institution onusienne surveille ses efforts pour diminuer ses émissions de gaz à effet de serre. De son côté, Barack Obama a dû prendre en compte l’avis de ses concitoyens et celui du Sénat.

## Accord final
À la suite des négociations menées par 26 pays industrialisés et émergents, essentiellement les États-Unis, la Chine, l’Inde, le Brésil et l’Afrique du Sud (et excluant entre autres l'Union européenne), la conférence s'est terminée sur une déclaration d'intention qualifiée d' « accord ».
Aucun objectif quantitatif de réduction des émissions de gaz à effet de serre n'est inscrit dans l'accord.
Selon Nicolas Sarkozy, « tout le monde a accepté de donner par écrit les chiffres précis de ses réductions d'émissions d'ici à 2015 ». Ces chiffres font l'objet d'une annexe dans l'accord dont le détail devait être dévoilé en janvier 2010.
En séance plénière du samedi 19 au matin, la Conférence des Nations unies sur le climat a « pris acte », sans entériner, à cause de l'absence d'unanimité. Selon Alden Meyer, directeur de l'Union of Concerned Scientists, le geste des Nations unies « donne un statut légal suffisant pour rendre l'accord opérationnel sans avoir besoin de l'approbation des parties ».

### Financement
Les pays ont promis 10 milliards de dollars par an, pour 2010, 2011 et 2012, à verser au « Fonds vert pour le climat » de Copenhague. L'Union européenne, les États-Unis et le Japon ont promis chacun 7 milliards d’euros d’aide (un « fast-start ») par an aux pays les plus pauvres d’ici 2012. De son côté, Washington apporterait 3,6 milliards de dollars quand l'Europe et le Japon contribueront chacun pour 10 milliards. D’ici 2020, l’accord vise théoriquement 70 milliards d’euros d'aide annuelle aux pays en développement.
Après 2020, les pays riches devraient consacrer chaque année 100 milliards de dollars américains pour aider les pays en développement à réduire leurs émissions et s'adapter aux dérèglements climatiques. 
Un groupe de travail devra début de 2010 proposer des financements innovants (taxe Tobin, taxes sur le fioul maritime).[réf. nécessaire]

## Suites du sommet
Avant fin janvier 2010, chaque pays doit se fixer ses propres objectifs de baisse d'émission de gaz à effet de serre (pour l'horizon 2015-2020) au minimum et une révision des décisions de Copenhague est prévue en 2015.
La chancelière allemande, Angela Merkel doit organiser mi 2010 à Bonn, une conférence préparant la prochaine conférence internationale sur le climat à Mexico, fin 2010.
Depuis, pour évaluer les trajectoires possibles entre 2010 et 2100, le 5e rapport du GIEC a évalué environ 900 scénarios de réduction des émissions de gaz à effet de serre, afin de pouvoir mieux comparer et analyser les probabilités de réussir à maintenir le réchauffement sous la barre de +2 °C.

### Évolution des propositions d'action au 31 janvier 2010
Les Nations unies ont souligné que l'échéance du 31 janvier 2010 était « flexible » et que les États pouvaient encore afficher leurs objectifs après cette date. Fin janvier 2010, seuls l'UE-27 et 20 autres États avaient respecté l’échéance du 31 janvier, 47 ayant retardé leurs annonces.
L'UE confirme son engagement de - 20 % d'émissions par rapport à 1990 (voire de 30 % si les autres pays riches s'engagent à réaliser des efforts similaires). De même, les États-Unis conservent leur engagement de -17 % par rapport à 2005. D'autres pays ont confirmé leurs objectifs ; Brésil, l’Afrique du Sud, l’Inde, et la Chine (réduction par unité de PIB de 40 à 45 % en 2020 par rapport à 2005). Le Japon demeure sur son objectif de - 25 % par rapport à 1990.
La création ou non d'un accord contraignant est une condition posée par plusieurs pays afin d'augmenter leurs objectifs. Ainsi l'Australie propose une fourchette, entre 5, et 25 % (par rapport à l'an 2000) selon qu'il y ait ou non un « accord mondial ambitieux »; Singapour propose - 16 % par rapport au niveau tendanciel en cas de signature d'un accord contraignant. De même, plusieurs pays s'alignent sur les actions de leurs voisins: la Norvège vise une diminution de 30 à 40 % selon l'ambition des objectifs des autres pays et le Canada vise - 17 % « en vue d’être aligné avec l’objectif de réduction d’émissions final des États-Unis en cours de législation »
La Nouvelle-Zélande vise une fourchette de -10 à -20 %, la Russie de -15 à -25 % et le Kazakhstan propose une réduction de 15 % (par rapport à 1992).
Certains PMA ont signé l'accord mais ne doivent pas fournir d'objectif dans le cadre de celui-ci. Il s'agit du Bangladesh,
du Cambodge, des Maldives et de la Papouasie-Nouvelle-Guinée.

## Réactions

### Réaction avant la conférence

#### Controverse sur le réchauffement climatique
Le débat de fond sur l'origine du réchauffement climatique et ses conséquences futures a des répercussions évidentes sur les critiques émises à l'encontre de la conférence de Copenhague. Les partisans de la thèse selon laquelle le réchauffement climatique n'est soit pas réel, soit non anthropogène, tel que Vincent Courtillot, géophysicien français, doutent de l'utilité du sommet,.

#### Commentaires sur les pré-traités
Le questionnaire produit par le gouvernement danois a généré des reproches de la part de pays non consultés. Pendant que des représentants de la France (dont Brice Lalonde) et du Brésil se rencontraient en Amérique du Sud, la Chine organisait une réunion des grands pays émergents (Chine, Inde, Brésil, Afrique du Sud, accompagnés par le Soudan, qui présidait le G77 en 2009 et d'un représentant du Brésil Marcel Fortuna, proche du président Lula da Silva) ; Ce groupe s'est dit d'accord sur des "sujets majeurs" dont une « seconde période d'engagement du protocole de Kyoto » obligeant les pays du Nord à réduire leurs émissions, avec selon la presse indienne quatre points "non négociables" pour les pays du Sud : pas d'année de pic des émissions, des engagements volontaires et non contraignants de réduction d'émissions, absence de contrôle international sur les actions non-financées par des pays riches ; les pays riches doivent s'engager par écrit à ne pas élever de barrière commerciale au nom du climat.[réf. nécessaire]
En octobre 2009, les commentateurs conservateurs anglais ont réagi au brouillon de résolution finale de 7 pages proposé par les hôtes Danois de la conférence, également chargés de coordonner les travaux. Christopher Monckton, parlementaire anglais, a dit que les accords préliminaires de Copenhague créeront un gouvernement mondial, sous les auspices des Nations unies, qui auront le pouvoir d'intervenir directement dans les affaires financières, économiques, environnementales, et les taxes de toutes les nations qui auront signé le traité de Copenhague.
Des journalistes conservateurs en Australie, dont Janet Albrechtsen, Andrew Bolt et Alan Jones, ont accusé le gouvernement australien de cacher intentionnellement au public des détails du pré-traité de Copenhague à cause de sa potentielle impopularité face à l'électorat,. Le Parlement australien a par ailleurs rejeté le plan gouvernemental, en faveur d'une réduction des émissions de gaz à effet de serre, pour la seconde fois le 2 décembre. L'opposition conservatrice soutient les lobbies industriels et agricoles qui s'opposent à ce plan.
Le ministre indien de l'Environnement Jairam Ramesh considère la proposition d'accord global, élaborée par le gouvernement danois avant le début de la conférence, comme inacceptable. Il indique qu'elle contient, pour l'Inde, « des éléments qui sont inquiétants ».

#### Avis duGiecet des organisations intergouvernementales
Rajendra Pachauri, président du Giec, dit avoir une « confiance raisonnable dans le fait que Copenhague sera un succès ». Il espère des engagements qui poseraient les bases d'accords plus solides lors du prochain sommet sur le climat à Mexico en 2010. Selon lui, les avancées se font dans le bon sens, mais pas assez rapidement.
Pour Ban Ki-moon, secrétaire général de l'ONU, le sommet de Copenhague peut mener à un succès dans la diminution de la réduction d'émission des gaz à effet de serre et indique qu'il faudrait « profiter de ce moment pour sceller l'accord ».
José Manuel Durão Barroso, président de la Commission européenne estime quant à lui, que « les objectifs proposés sont décevants pour certains » et demande à la Chine ainsi qu'à tous les autres partenaires internationaux de l'Europe « à aller jusqu'aux extrêmes limites de ce qui est possible ».

#### Avis des ONG de protection de la nature
Pour Greenpeace, la présence originellement prévue du président américain Barack Obama n'aurait été qu'une halte avant son voyage à Oslo pour recevoir le prix Nobel de la paix. Son passage au début du sommet (le 9 décembre), au début des négociations, initialement annoncé, n'aurait été, selon eux, pas assez significatif d'un réel engagement. Finalement, à la suite d'un changement de programme, le porte-parole de la Maison-Blanche a annoncé quelques jours avant le début du sommet qu'il irait à Copenhague le 18 décembre. Dans la soirée de vendredi, un porte-parole de Greenpeace-Royaume-Uni a parlé de « scène de crime » désertée par les dirigeants politiques, dont certains partaient vers l'aéroport avant la clôture de la journée.
Un dirigeant des Amis de la terre a qualifié le Sommet d'« échec abject » causé par les pays industrialisés. « En tardant à agir, les pays riches condamnent des millions de personnes des pays les plus pauvres à avoir faim, à souffrir et à mourir au fur et à mesure que s'accélèrent les changements climatiques. »
Le Réseau parlementaire international sur le Tibet a adressé une lettre ouverte pour attirer l'attention sur les glaciers de l'Himalaya, réservoir d'eau de l'Asie, et considéré comme 3e pôle,.

### Réaction après la conférence

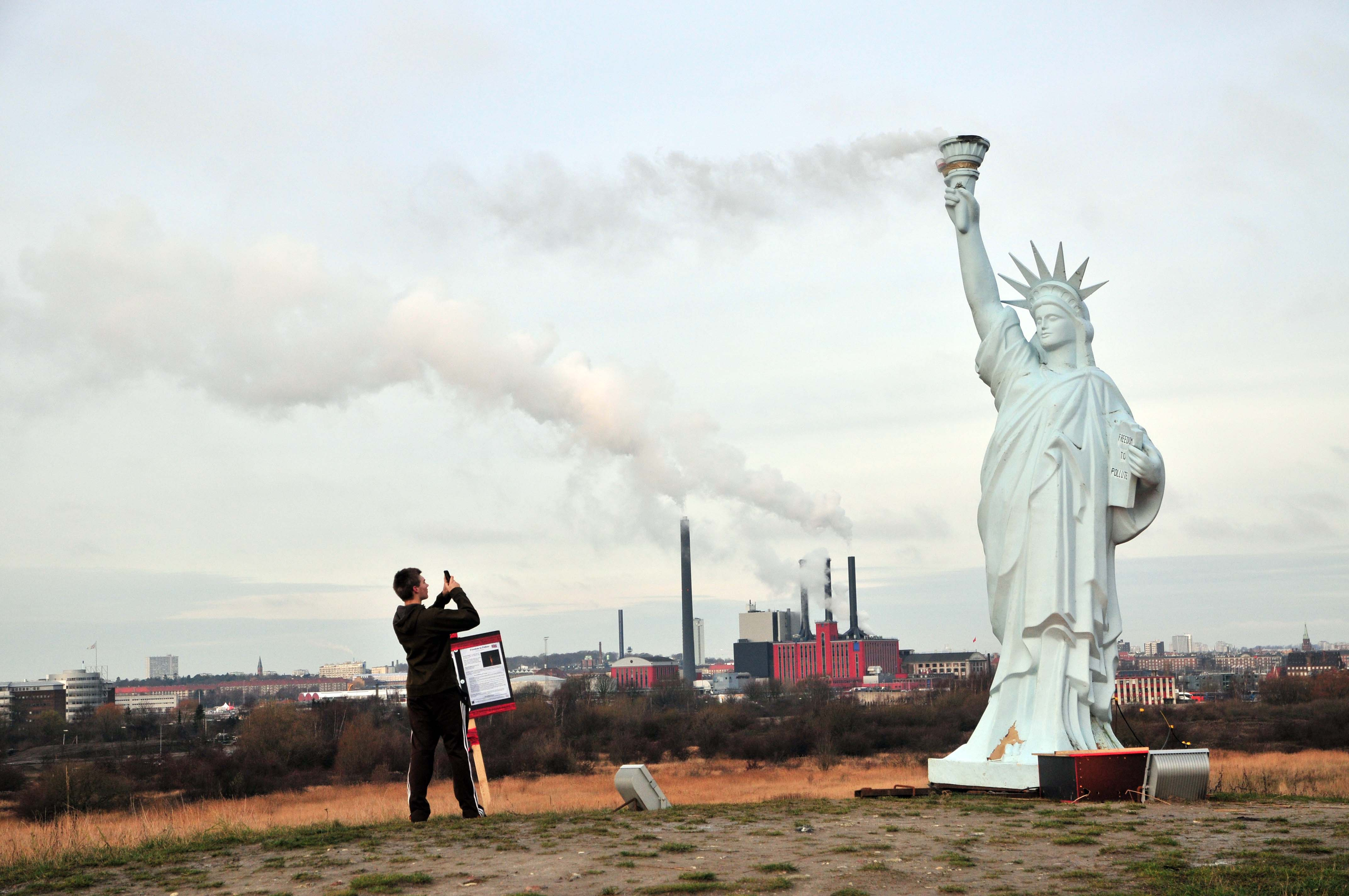
Installation d'une réplique de la statue de la liberté pour protester contre le droit de polluer à proximité du site de la COP en 2009.

#### Accord final
Ce document de 3 pages est considéré comme peu contraignant pour les parties :
- Il n'inclut pas d'objectifs de réduction des émissions de gaz à effet de serre (la cible de réduction de 50 % des émissions de GES avant 2050 été retirée de la déclaration), mais « tout le monde a accepté de donner par écrit les chiffres précis de ses réductions d'émissions d'ici à 2015 ». Ces chiffres font l'objet d'une annexe dans l'accord[12] dont le détail sera dévoilé en janvier 2010[13] ;
- Il indique que la hausse des températures doit être limitée à 2 degrés Celsius d'ici à 2050[40] ;
- Il n'évoque plus l'Organisation mondiale de l'environnement qui aurait notamment pu vérifier la mise en œuvre des engagements des États, et croiser ces objectifs avec ceux de la protection de la Biodiversité ;
- Un accord de principe porte sur « l'importance des mesures visant à réduire les émissions provenant de la déforestation et de la dégradation de la forêt », et sur l'aide aux plus vulnérables afin qu'ils puissent mieux supporter les conséquences des changements climatiques[2].

#### Participants au sommet
Selon le président français, Nicolas Sarkozy, l'accord du 18 décembre 2009 n'est « pas parfait » et illustre « les limites d'un système onusien à bout de souffle ». Il ajoute cependant qu'il s'agit d'un « accord positif, car il engage toute la communauté internationale » et que « s’il n’y avait pas eu d’accord, cela veut dire que deux pays aussi importants que la Chine et l’Inde qui représentent deux milliards et demi d’habitants sur six milliards se trouvaient libérés de toute forme de contrainte. » Il a également indiqué être déçu que de ne pas voir son projet d'agence internationale de l'environnement retenu, qui aurait permis de vérifier la mise en œuvre des points de l'accord.
Pour le président américain, Barack Obama, il s'agit d'« un accord significatif, un point de départ ». Il a cependant jugé que les progrès réalisés à Copenhague étaient « insuffisants ».
Le ministre britannique de l’environnement, Ed Miliband a signalé qu'un choix s'offrait aux participants au sommet, celui d'« accepter ce document et aller de l’avant, commencer à envoyer des flux d’argent » et d'appliquer les engagements, ou de le critiquer.

Les critiques désignées par Ed Miliband sont celles de Lumumba Stanislaus Di-Aping, ambassadeur du Soudan qui, comme plusieurs pays en voie de développement, dénonce le manque de responsabilité du texte et va jusqu'à comparer les valeurs qui le sous-tendent à celles ayant permis l'holocauste. Il a également insisté que tant que le projet de déclaration n'était pas entériné, il n'y avait pas d'accord. Plusieurs États ont d’ailleurs contesté « l’accord », estimant qu’il ne permettait pas de répondre aux défis du changement climatique. Ian Fry, délégué des Tuvalu (îles menacées par le réchauffement climatique), a indiqué que son pays ne signerait pas le document. Il a été rejoint dans son rejet du texte par les délégués du Venezuela, de Bolivie, de Cuba ou du Nicaragua.
La déléguée du Venezuela a dénoncé la non représentativité la trentaine de pays à l’origine du texte en disant s'être entaillée symboliquement le doigt. Elle a accusé le premier ministre danois Lars Løkke Rasmussen d'avoir « conduit un coup d'État contre les Nations unies ». La Bolivie a, quant à elle, déclaré qu'elle a été « offensée par l’absence de démocratie et de transparence ».
Pour Ban Ki-moon, secrétaire général des Nations unies, l'accord mis en place dans la nuit du 18 décembre « ne représente peut-être pas tout ce que nous espérions. Mais il s’agit d’un début. Un début essentiel ». Selon les Nations unies, au vu des promesses de chacun à la fin du sommet, la température augmenterait de 3 degrés au lieu des 2 degrés de l'accord.
José Manuel Durão Barroso s'annonce déçu des résultats de la conférence et du « caractère contraignant ou non du futur accord. À cet égard, le texte mis au point aujourd’hui arrive très loin de nos attentes ». Pour la commission européenne, « Un accord vaut mieux qu'une absence d'accord ». Un porte-parole a par ailleurs ajouté que « ce qui a pu être obtenu » à la fin du sommet « n'est pas à la hauteur de nos attentes, et de loin ». Mais que cet accord « il maintient en vie nos objectifs et nos ambitions. Il prend en compte les besoins des pays en développement » et qu'il s'agissait du « seul accord possible à Copenhague ».

#### Observateurs extérieurs
Pour le représentant français de Greenpeace, les résultats de la conférence sont « un désastre. Cela représente en fait plusieurs pas en arrière par rapport au Protocole de Kyoto. Il n’y a aucune substance. Il n’y a plus aucune référence à la science ». Greenpeace International déplore le fait qu'il n'y ait « pas de contrainte, aucun objectif à 2020 ni à 2050 » et juge qu'il était « difficile d’imaginer pire conclusion pour la conférence de Copenhague ».
Nicolas Hulot a jugé les résultats de la conférence de Copenhague « d'affligeants » et « de consternants ».
Pour Michael A. Levi (en), directeur du programme sur la sécurité énergétique et le changement climatique au Council on Foreign Relations, cet accord qui peut paraître décevant à cause des « fortes espérances irréalistes » qui avaient été placées en lui, constitue un pas en avant sérieux dont la « valeur ultime reste à déterminer ». Parmi les points positifs, il relève que cet accord soumet peu ou prou les grandes économies aux mêmes règles ce qui n'était pas le cas du Protocole de Kyoto qui défavorisait les États-Unis face à des pays concurrents comme la Chine.